# クィントゥス・フルウィウス・フラックス (紀元前180年の補充執政官)
クィントゥス・フルウィウス・フラックス（Quintus Fulvius Flaccus、生没年不明）は、紀元前2世紀初頭の共和政ローマの政務官。紀元前180年に補充執政官（コンスル・スフェクトゥス）を務めた。

## 出自
フラックスはプレブスのフルウィウス氏族の出身である。フルウィウス氏族は紀元前4世紀の中頃にトゥスクルム（en）からローマに移住し、紀元前322年にはルキウス・フルウィウス・コルウスが氏族最初の執政官となっている。コグノーメン（第三名、家族名）であるフラックスは、フラックスの祖父で紀元前264年に執政官を務めたマルクス・フルウィウス・フラックスから始まる。父のプラエノーメン（第一名、個人名）はグナエウスで、紀元前212年にプラエトル（法務官）を務めた。母ホスティリアは、夫の死後にガイウス・カルプルニウス・ピソ (紀元前180年の執政官)と再婚した。
フラックスの兄は、紀元前190年の法務官グナエウス・フルウィウス・フラックスと思われる。同姓同名で紀元前179年の執政官のクィントゥス・フルウィウス・フラックスはいとこである。

## 経歴
第二次マケドニア戦争中にティトゥス・クィンクティウス・フラミニヌスがクィントゥス・ファビウス（前196年プラエトル）、アッピウス・クラウディウス（前195年プラエトル）、クィントゥス・フルウィウスを使者としてギリシアに派遣したとあるが、おそらくこのフルウィウスはフラックスを指すと考えられている。
紀元前189年、フラックスはプレブス・アエディリス（平民按察官）に就任した。紀元前187年には法務官としてサルディニア属州の総督を務めた。紀元前181年にはプロコンスル（前執政官）ルキウス・アエミリウス・パウルス・マケドニクスの下でレガトゥス（軍団副司令官）としてリグリアで戦った。
紀元前181年末、フラックスは執政官選挙に立候補するが落選した。当選したのはフラックスの義理の父であるガイウス・カルプルニウス・ピソであった。フラックスが落選したのはこれが三度目であった。しかし、ピソは就任後2ヶ月も立たない間に死亡し、フラックスが補充執政官に選出された。ローマではピソの妻でフラックスの母であるホスティリアが毒を盛ったという噂が広まった。

アルビヌスとピソが執政官として宣言された後、「選挙で敗れたフラックスは、彼の母親から3回も立候補しながら落選したことを非難され、さらには彼女は選挙の準備をしており、2ヶ月以内にフラックスを執政官にするために何とかすると言った」と主張する証人が現れた。
リウィウス『ローマ建国史』、XL, 37, 6

ピソの妻のホスティリアは有罪となったが、フラックスは執政官に留まった。同僚執政官アウルス・ポストゥミウス・アルビヌス・ルスクスと共に、フラックスはリグリアに侵攻した。両者は別々に戦ったが、フラックスはアプアン族を降伏させ、7000人をサムニウムに移住させた。
その後のフラックスが資料に登場することはない。

## 子孫
紀元前134年の執政官ガイウス・フルウィウス・フラックスは息子、また紀元前135年の執政官セルウィウス・フルウィウス・フラックスもおそらく息子である

## 参考資料

### 古代の資料
- ティトゥス・リウィウス『ローマ建国史』
- ポリュビオス『歴史』

### 研究書
- Broughton T. Magistrates of the Roman Republic. - N. Y. , 1951. - Vol. I. - P. 600.
- Münzer F. Fulvius // RE. - 1910. - Bd. VII, 1. - Kol. 229.
- Münzer F. Fulvius 60 // RE. - 1910. - Bd. VII, 1. - Kol. 246.